# Jean de Tinan
Jean Le Barbier de Tinan nebo též zkráceně Jean de Tinan (19. ledna 1874, Paříž – listopad 1898) byl francouzský spisovatel a novinář.

## Život
Pocházel ze šlechtické rodiny. Po ukončení studia na zemědělské škole v Montpellier v roce 1895 odešel do Paříže, kde pracoval jako novinář pro časopis Mercure de France. Tam měl na starosti rubriku noční život. Byl pověstný svým estetismem a dandysmem. Byl pravidelným hostem kaváren v Latinské čtvrti a přítelem řady umělců (například Pierre Louÿs, Marcel Schwob, Claude Debussy).

## Dílo
- Un document sur l'impuissance d'aimer (Dokument o neschopnosti milovat), román, 1894
- Érythrée (Erythrea), povídka, 1896
- Penses-tu réussir! (Myslíš, že budeš mít úspěch?), román, 1897
- Maîtresse d'esthètes (1897)
- L'Exemple de Ninon de Lenclos amoureuse (Příklad Ninony de Lanclos zamilované), román (1898)
- Un vilain monsieur (1898)
- Aimienne, ou le Détournement de mineure (Aimienne aneb zneužití nezletilé), román (1899)

### České překlady
- Příklad Ninony de Lenclos, milovnice, překlad: Ludvík Havelka (=Arnošt Procházka), KDA, svazek 9, Praha, Kamilla Neumannová, 1905
  - další vydání: překlad: Jaroslav Zaorálek, Praha, Jan Fromek - Odeon, 1928
- Erythrea, Praha, Král. Vinohrady, Jiroušek, 1918

### Další
- Posmrtně vyšla další jeho díla a korespondence, mimo jiné s Pierrem Louÿsem
- Podle jeho předlohy byl natočen film Le Doux amour des hommes, 2002, režie: Jean-Paul Civeyrac